# Armando de Castro
Armando de Castro (5 de junio de 1955) es un guitarrista y compositor español, reconocido por formar parte de la agrupación española Barón Rojo, junto a su hermano, el guitarrista y vocalista Carlos de Castro.

## Carrera

### Inicios y grupo COZ
Se inició en grupos como Cracking Hearts, Materia, y algunas orquestas musicales como Evasión, Monterrey y John Show, alcanzando muy buena reputación como músico desde muy joven. Se convierte en músico de sesión para grabar los discos de algunos de los artistas más representativos de los años 70. Desde 1974 participa en discos de Boris Benzo, Ana & Johnny, Luis Eduardo Aute (Albanta) y Rosa León, a la vez que va pasando por bandas de rock como "Homicidio", "Blue Bar" y "Asfalto". A mediados de la década de los setenta, junto a su hermano Carlos, pasa a formar parte de "Kafrú", para más tarde integrarse ambos en la popular agrupación Coz.
Con Coz, interviene en varios discos junto a otros artistas, como fue el caso del disco y documental "Nos va la marcha" de 1978, para finalmente alcanzar un éxito sin precedentes con el álbum "Más sexy" en 1980, que paradójicamente acabaría separando a los miembros de la banda, provocando que Armando de Casto junto a su hermano Carlos formen Barón Rojo. En la época de Coz, fue autor de temas como "El Rock de la legalización" 1977, "El Blues del crítico" 1978, el sencillo "Más Sexy" de 1979 o "Agárrate fuerte" y "Tengo un plan perfecto", temas pertenecientes ya al larga duración de 1980 que publicaron con la multinacional CBS.  

### Barón Rojo
Armando de Castro pertenece a Barón Rojo desde su fundación en el año 1980, banda en la que hasta la fecha permanecen inamovibles Carlos y Armando de Castro. Con Barón Rojo ha grabado numerosos álbumes de estudio y en directo, logrando gran repercusión y el reconocimiento de ser una de las bandas más legendarias de Hard Rock y Heavy Metal de España. Armando de Castro es autor de los temas "Con botas sucias", "El Presidente", "Hermano del R´n´R", "Invulnerable", "Cuerdas de acero", "Caso perdido", "Hielo al rojo" o "Al final perderán", entre otros. Junto a su hermano Carlos también ha compuesto muchos de los himnos del Barón Rojo, Como "Larga vida al Rock and Roll", "Chica de la ciudad", "Incomunicación", "Tierra de vándalos", "Sombras en la noche", "El precio del futuro", "La voz de su amo", "Celtas cortos", "Vampiros y banqueros" "Te espero en el Infierno", "Hijos del Blues", "Bajo tierra" o "Robinsong", entre otros muchos de su dilatada carrera musical. Junto a José Luis Campuzano y Carolina Cortés ha compuesto temas como "Resistiré", "Concierto para ellos", "Herencia Letal", "Siempre estás allí", o "Se escapa el tiempo".
Durante la década de los ochenta recibió en varias ocasiones el premio al mejor guitarrista de rock otorgado por algunos de los medios especializados de la época. También llegó a protagonizar la portada de la afamada revista internacional "Kerrang".
Paralelo a su carrera dentro de Barón Rojo, ha alternado su permanencia con otras formaciones, realizando versiones de grandes clásicos del rock internacional. Algunas de estas bandas han sido Enrocke, La Crema, BlagDog (Con Hermes Calabria a la batería y Jose Luis Jiménez de Topo al bajo) o Rising, una banda tributo a Rainbow en la que intervenían entre otros músicos Gorka Alegre al bajo y el propio cantante de Rainbow,  Ronnie Romero, a la voz, participando en grandes festivales del panorama rockero como el "Leyendas del Rock".

### Armando Rock y Armando de Castro Band
En el año 2016 decide emprender un proyecto en solitario llamado Armando Rock. Para ello cuenta con la participación de Carolina Blanco al bajo, Vanesa Gallego a la voz y Juan Pedro Lorite a la batería, componentes con los que sacaría su primer disco, el AR-I.
Sin embargo, a principios del año 2018 se hace pública una nueva formación del grupo en la que están Manuel Escudero como vocalista, Ángel Arias como bajista y Rafa Díaz como batería. La banda saca su segundo disco, el AR-II, a finales del año 2018, y giró dando conciertos por toda España. Este disco AR II fue muy bien acogido por la crítica musical y de él se extrajo un primer single y videoclip con la canción "Carne de Cañon". Posteriormente se publicaría un nuevo videoclip con un segundo corte del disco titulado "Rompiendo". 
Actualmente el guitarrista se encuentra inmerso en un nuevo proyecto de banda que originariamente se llamó "Black List", y actualmente ha derivado a "Armando de Castro Band", lo cual compagina con los conciertos y giras que realiza con Barón Rojo. Esta nueva banda integrada por David Pérez y David Gigo y el propio Armando de Castro publicará un nuevo trabajo en 2024 titulado "Big Time", del cual ya se ha extraído un primer single como adelanto "There´s Something".

## Discografía

### Como músico de sesión
- Mira ese hombre (BORIS BENZO) - 1974
- Yo también necesito amar (ANA & JOHNY) - 1976
- Albanta (LUIS EDUARDO AUTE) - 1978
- Tiempo al tiempo (ROSA LEON) - 1978

### Con Coz
- Hablan los partidos (Teddy Bautista, Ana Belén, Victor Manuel, José Menese, Camaretá y COZ) - 1977
- Nos va la Marcha (COZ, Leño, Topo, Mad, Cucharada y Teddy Bautista) - 1979
- Más Sexy - 1980

### Con Barón Rojo
- Larga vida al rock and roll - 1981
- Volumen brutal - 1982
- Metalmorfosis - 1983
- Barón al rojo vivo (1984) (En directo)
- En un lugar de la marcha - 1985
- Siempre estáis allí (1986) (En directo)
- Tierra de nadie - 1987
- No va más - 1988
- Obstinato - 1989
- Desafío - 1992
- Arma secreta - 1997
- Cueste lo que cueste - 1999
- 20+ - 2001
- Barón en Aqualung (2002) (En directo)
- Perversiones - 2003
- Ultimasmentes - 2006
- Desde Barón a Bilbao (2007) (En directo)
- En clave de rock (2009) (En directo)
- Tommy Barón - 2012
- Rocktiembre - 2016

### Con Armando Rock
- AR-I - 2017
- AR-II - 2018

### Con Armando de Castro Band
- Big Time - 2024

## Películas y documentales
- Película Documental Nos va la marcha - 1979
- Documental Promo Barón al Rojo Vivo - 1984
- Barón Rojo y los ultraligeros - 1986
- España en Solfa (Punkies, Heavies y otros hijos de la calle) - 1990
- Video Revista el Diablo del Rocanrol - 1992
- Baron en Divino - 2002
- El Rock de nuestra transición - 2004
- Las aventuras del Barón (vídeo Clips) - 2006
- Desde Barón a Bilbao - 2007
- En clave de Rock - 2009
- Barón Rojo, la película - 2012
- Documental "La mitad invisible-Albanta de Luis Eduardo Aute" - 2016
- Rocktiembre - 2016
- Pop, una historia de música y televisión - 2017
- Banana Split "Poder Crudo" - 2020

## Colaboraciones
- Rockservatorio (Concierto secreto) - 1988
- Mägo de Oz (La Leyenda de la Mancha) - 1998
- Disco Tributo a Judas Priest (Metal Gods) - 2000
- El Pechuga (Entre el 2000 y las tres mil) - 2000
- Disco Tributo a V8 - 2001
- Viña Rock 2002 - 2002
- Muro (Este muro no se cae) - 2003
- Paul Gillman (Cuauhtemoc) - 2003
- Tierra Santa (Todos somos uno) - 2022